# Miklós Németh
Miklós Németh (Monok, Hungría, 14 de enero de 1948) es un político húngaro de ideología socialdemócrata que sirvió en el cargo de primer ministro y jefe de Gobierno de Hungría desde el 24 de noviembre de 1988 hasta el 23 de mayo de 1990. 

## Biografía
Németh ingresó en su juventud en el Partido Socialista Obrero Húngaro (PSOH), el único partido político existente en Hungría bajo el régimen comunista, y tras una larga carrera como economista, en noviembre de 1988 fue designado primer ministro del país en reemplazo del líder comunista ortodoxo Károly Grósz, precisamente en el periodo de las corrientes reformistas de perestroika y glásnost lanzadas por  la URSS bajo el régimen de Mijaíl Gorbachov. Németh mostró en su nuevo cargo una fuerte simpatía hacia las corrientes reformistas soviéticas, y accedió a iniciar la liberalización del régimen húngaro.
Pese a la firme oposición del ala más conservadora del PSOH, Németh alentó medidas como la liberalización de la economía y el gradual abandono del monopolio del poder por el PSOH, en consonancia con las demandas populares ya visibles en Europa Oriental, llegando incluso a rehabilitar públicamente a Imre Nagy y sus seguidores, líderes de la revuelta antisoviética de 1956 dando un funeral de estado a Nagy, acto ocurrido en junio de 1989.
La situación política en Polonia (donde los candidatos no comunistas del sindicato Solidaridad habían ganado ampliamente las elecciones parlamentarias de junio), alentaron las demandas de la oposición húngara, junto con la negativa de la URSS a intervenir para detener la liberalización de los países comunistas de Europa Oriental.
Los gestos de liberalización siguieron: en agosto de 1989 Németh y su ministro de asuntos exteriores Gyula Horn auspiciaron el Pícnic Paneuropeo abriendo la frontera entre Hungría y Austria por tres horas el 19 de agosto como una “señal de pacifismo”, sin restricciones para que ciudadanos de ambos países cruzaran de un lado a otro. El día 11 de setiembre, el gobierno húngaro permitió el libre paso de ciudadanos de Alemania Oriental por suelo húngaro para dirigirse a Alemania Occidental, influyendo en el descontento popular en la RDA que culminaría en la caída del Muro de Berlín.
El 7 de octubre de 1989, el PSOH se transformaba en el “Partido Socialista Húngaro” y abandonaba gran parte de los planteamientos del marxismo leninismo. Las noticias del creciente descontento popular en Alemania Oriental y de la instauración de un gobierno no comunista en Polonia alentaron finalmente a que en una serie de sesiones del Parlamento húngaro (del 16 al 20 de octubre de 1989), se modificara drásticamente la Constitución comunista de 1949, eliminando el unipartidismo en favor del PSOH y tornando Hungría en una democracia parlamentaria.
Németh continuó ejerciendo como primer ministro de Hungría y prosiguió la liberalización política y económica del país hasta las elecciones del 23 de mayo de 1990 (las primeras elecciones multipartidistas desde 1947), donde resultó vencedor el no comunista József Antall.
Tras dejar el poder, Németh se estableció en Londres, trabajando para el Banco Europeo de Reconstrucción y Desarrollo, designado para apoyar las reformas económicas de Europa Oriental. En el año 2000 Németh volvió definitivamente a Hungría y trató de postular como candidato del PSH para ser primer ministro, pero el partido designó en su lugar a Péter Medgyessy, continuando Németh implicado en la política húngara hasta la fecha.